# Bellini-Teppich

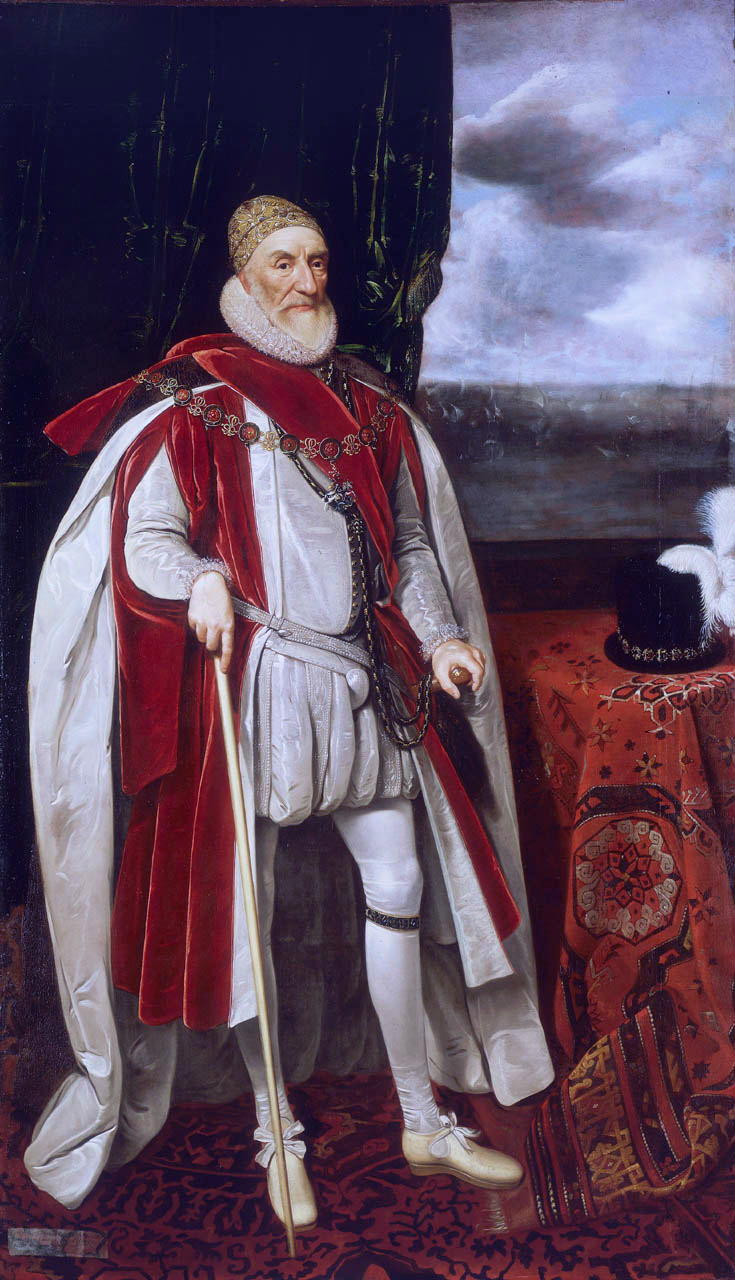
Daniel Mytens: Charles Howard, 1. Earl of Nottingham, ca. 1620.

Als Bellini-Teppich wird in der Kunstgeschichte ein antiker, meist anatolischer Knüpfteppich bezeichnet, der ein dominierendes Muster aufweist, welches „Schlüsselloch“ oder „Wiedereintritt“ genannt wird. Dieses entsteht aus einer achteckigen Einfaltung der inneren schmalen Nebenbordüre zum Feld hin, deren Form einem altertümlichen Schlüsselloch ähnlich sieht. Am oberen Ende des Teppichs läuft die Bordüre diagonal zu einer Spitze oder Nische zusammen, von der oft ein einer Lampe ähnliches Ornament herabhängt. Dadurch erhält der Teppich das Muster eines Gebetsteppichs, doch sind auch spiegelbildliche „Schlüsselloch“-Motive bekannt.
Nur wenige Originale sind erhalten. Entdeckt wurden sie im 19. Jahrhundert in Gemälden der Renaissancezeit. Ihren Namen erhielten sie nach dem Renaissancemaler Gentile Bellini (1429–1507), in dessen Gemälde Thronende Madonna mit Kind ein solcher Teppich zu Füßen der Madonna zu sehen ist.

## Begriff
„Bellini“-Teppiche finden sich auch auf Gemälden anderer Renaissance-Maler, wie beispielsweise Lorenzo Lotto, Francesco da Ponte, Pietro de Saliba oder Daniel Mytens. Mills (1991) listet insgesamt 19 Gemälde auf, auf denen ein „Bellini“-Teppich erkennbar ist.
Der Begriff stammt aus der vergleichenden islamischen Kunstwissenschaft. Zu Beginn der Forschung zur islamischen Teppichkunst im späten 19. Jahrhundert waren nur wenige originale Orientteppiche bekannt. Man musste sich daher auf Teppichdarstellungen in europäischen Gemälden verlassen, deren Entstehungszeit bekannt ist. Die Klassifikation richtet sich im Wesentlichen nach den dominierenden Motiven des Feldes und unterscheidet nach Typ, Größe und Anordnung der Muster und Motive. Die Zuordnung zu europäischen Malern erscheint manchmal willkürlich, da einerseits verschiedene Künstler den gleichen Teppichtyp abgebildet haben, andererseits Muster sogar Malern zugeordnet werden, die sie tatsächlich nie gemalt haben. Die Begriffe blieben auch weiter in Gebrauch, als genauere Informationen verfügbar wurden.

## Deutung des Musters
Das Muster der „Bellini“-Teppiche war und ist von großer Bedeutung in der Gestaltung islamischer Gebetsteppiche. Dies scheint den europäischen Händlern und Käufern bekannt gewesen zu sein, denn im Englischen der damaligen Zeit wurden Teppiche mit diesem Muster als „musket carpets“ bezeichnet, eine Verballhornung des Wortes „mosque“, Moschee. In Gentile Bellinis Thronende Madonna mit Kind liegt der Teppich motivisch richtig, nämlich so wie ein Muslim einen Gebetsteppich benutzen würde: der Gebetsnische zugewandt, die die Qibla anzeigt. In Bellinis Bild liegt der Teppich in Richtung der Apsis, in der die Madonna thront. Auf Lorenzo Lottos Ehemann mit Frau von 1523 trifft dies nicht zu. Hier wendet sich das Ehepaar dem „Fußende“ des Teppichs zu. Ob Bellini in Istanbul gesehen und verstanden hat, wie Gebetsteppiche verwendet werden, ist nicht bekannt.